# Menemen
A menemen, más néven török lecsó hagyományos török étel, melynek alapanyaga tojás, paradicsom, zöldpaprika és fűszerek, például őrölt bors, só és oregánó. Adható hozzá vöröshagyma, fokhagyma, a beyaz peynir nevű fehér sajt, és olyan felvágottak, mint a sucuk vagy a pastırma, bár ez már eltérés az eredeti recepttől. Olívaolajban vagy napraforgóolajban sütik. A lecsó mellett a saksukára is hasonlít.
Gyakran eszik reggelire, kenyérrel. Hagymás változata általában főétkezéshez készül.

## Elkészítése
A hagymát forró olajban vagy vajban megpároljuk, és hozzáadjuk a zöldpaprikát. Mikor a hagyma puhává és áttetszőbbé vált, hozzáadjuk a paradicsomot és a borsot. Mikor a paradicsom is megpuhul és megváltozik a színe, hozzáadjuk a tojást és a fűszereket, összekeverjük és megfőzzük A tojásnak át kell sülnie, de nem keményre.
Étteremben rendszerint az egyszemélyes fémserpenyőben szolgálják fel, amiben elkészült.

## Fordítás
- Ez a szócikk részben vagy egészben  a   Menemen (food) című angol Wikipédia-szócikk ezen változatának fordításán alapul.  Az eredeti cikk szerkesztőit annak laptörténete sorolja fel. Ez a jelzés csupán a megfogalmazás eredetét és a szerzői jogokat jelzi, nem szolgál a cikkben szereplő információk forrásmegjelöléseként.